# Villa Alemana
Villa Alemana é uma comuna da província de Valparaíso, localizada na Região de Valparaíso, Chile. Possui uma área de 96,5 km² e uma população de 95.623 habitantes (2002).